# Шедивый, Франтишек
Франтишек Шедивый (чеш. František Šedivý; 2 июля 1927, Задни-Тршебань, Чехословакия — 23 февраля 2021) — чешский писатель, боец сопротивления и политический заключенный. Он занимал пост вице-президента Конфедерации политических заключённых Чешской Республики (чеш. Konfederace politických vězňů České republiky).

## Биография
Франтишек Шедивый родился в деревне Задни-Тршебань на территории нынешнего Бероунского района Чехии в 1927 году. Во время немецкой оккупации Чехословакии в период Второй мировой войны он был исключён из средней школы и был вынужден пойти работать на завод Junkers в 1944 году. В то время Шедивый был активным участником движения сопротивления нацистам. После государственного переворота 1948 года в Чехословакии, который привёл к установлению коммунистического режима в стране, он помогал переправлять политических беженцев в Баварию через государственную границу в Шумаве (Богемском лесу). В начале 1950-х годов Шедивый был арестован за раскрытие личности секретного агента и приговорён к 14 годам тюремного заключения, которые он преимущественно провёл на урановых рудниках в Яхимове. В феврале 1964 года он был условно-досрочно освобождён.
В 1989 году, в период Бархатной революции, Шедивый стал участником Конфедерации политических заключённых Чешской Республики, заняв должность её первого вице-президента. Также он возглавлял клуб доктора Милады Гораковой и был членом международного ПЕН-клуба.
28 октября 2009 года президент Чехии Вацлав Клаус наградил Шедивого орденом Томаша Гаррига Масарика за выдающиеся достижения и вклад в демократию и дело защиты прав человека. 31 мая 2008 года он был удостоен звания почётного гражданина своей родной деревни Задни-Тршебань. Подобную же честь ему оказал и город Ржевнице 7 мая 2010 года, а в 2017 году и район Прага 5.
Франтишек Шедивы умер 23 февраля 2021 года в возрасте 93 лет.